# Subdirector operativo de Gendarmería de Chile
Subdirector operativo, nace oficialmente como cargo y grado en el año 2010, con la publicación y posterior entrada en vigencia de la ley N.º 20426 que moderniza Gendarmería de Chile y readecua la carrera funcionaria, no obstante, comenzó a operar de manera informal tres años antes, como un ente asesor del Director Nacional en materias de seguridad y toma de decisiones.
En la actualidad, el subdirector operativo de Gendarmería de Chile, es elegido dentro de los cinco coroneles más antiguos de la institución, es el segundo al mando de la institución y el subrogante legal del director nacional, transformándose en más alto grado uniformado al que puede aspirar un oficial penitenciario en la cúspide de su carrera. En la Gendarmería de Chile, el grado de subdirector operativo equivale al grado de general de división en el Ejército, vicealmirante en la Armada, general de Aviación en la Fuerza Aérea, general inspector en Carabineros y prefecto general en la Policía de Investigaciones, dado que es el segundo al mando de la institución y subrogante inmediato del director nacional. 
El subdirector operativo está al mando de todo el personal uniformado que integran las filas de la institución y depende jerárquica y administrativamente directamente del director nacional. Dentro de sus funciones, está la de asesorar, controlar y coordinar las acciones relativas a la seguridad penitenciaria y de los bienes y recursos que Gendarmería de Chile ha asignado a los distintos establecimientos penitenciarios del país, como, asimismo, velar por el adecuado diseño, ejecución, desarrollo y control de los proyectos de seguridad electrónica en los establecimientos penitenciarios.
Algunos subdirectores operativos notables fueron: 
Luis Camino Farías, Marco Fuentes Mercado, Jaime Concha Soto, Victor Luarte Gutiérrez y Pedro Manchileo Sánchez (primer titular). 